# Jessica Sutton
Jessica Sutton (Città del Capo, 31 marzo 1993) è un'attrice sudafricana.

## Biografia
Jessica Sutton è nata a Città del Capo in Sudafrica. Jessica ha frequentato l'ACT Film Academy, diplomandosi nel 2014, per poi continuare i suoi studi alla The Actors Foundry a Vancouver.

### Carriera
Dal suo debutto sullo schermo nel 2015, Jessica è apparsa in varie serie televisive, tra cui Saints & Strangers, Ice e Motherland: Fort Salem. È apparsa inoltre in vari film, tra cui The Kissing Booth, Escape Room, Inside Man: Most Wanted e Rogue - Missione ad alto rischio.

## Filmografia

### Cinema
- His Turn, regia di Stephen Howard-Tripp – cortometraggio (2015)
- Finder's Keepers, regia di Maynard Kraak (2017)
- Bhai's Café, regia di Maynard Kraak (2018)
- The Kissing Booth, regia di Vince Marcello (2018)
- Escape Room, regia di Adam Robitel (2019)
- Inside Man: Most Wanted, regia di M. J. Bassett (2019)
- Rogue - Missione ad alto rischio (Rogue), regia di M. J. Bassett (2020)

### Televisione
- Saints & Strangers – miniserie TV, puntata 1x1 (2015)
- Ice – serie TV, episodi 2x06-2x07 (2018)
- Motherland: Fort Salem – serie TV, 30 episodi (2020-2022)
- Tracker – serie TV, episodio 2x04 (2024)

## Teatro
- To being or not being, regia di Nicola Hanekom (2014)
- Human Vortex, regia di Matthew Harrison (2016)

## Doppiatrici italiane
Nelle versioni in italiano delle opere in cui ha recitato, Jessica Sutton è stata doppiata da:
- Federica Simonelli in Rogue - Missione ad alto rischio, Tracker
- Emanuela Damasio in Saints & Strangers
- Giulia Franceschetti in The Kissing Booth
- Mattea Serpelloni in Motherland: Fort Salem